# District de Tri Tôn
Tri Tôn est un district de la province d'An Giang du sud-est du Viêt Nam. 

## Géographie
La superficie de Tri Tôn est de 598 km². 
Le chef lieu du district est Tri Tôn.